# Falsos positius i falsos negatius
En les proves mèdiques i, més generalment, en la classificació binària (del sí o no), on un fals positiu és un error en què el resultat de la prova indica indegudament la presència d'una condició, com una malaltia (un resultat positiu), quan en realitat no hi és present; mentre que un fals negatiu és un error en què un resultat de prova no indica, indegudament, la presència d'una condició (el resultat és negatiu), quan en realitat hi és present.
Es tracta dels dos tipus d'errors d'una prova binària (i es contrasten amb el resultat correcte, ja sigui un vertader positiu o un vertader negatiu). Un fals positiu es distingeix del sobrediagnòstic (quan augmenten els criteris per a incloure més pacients sota un diagnòstic), i també és diferent de la d'un excés de proves diagnòstiques.
A les proves d'hipòtesis estadístiques, els conceptes anàlegs es coneixen com a errors de tipus I i de tipus II, on un resultat positiu correspon a rebutjar la hipòtesi nul·la i un resultat negatiu correspon a no rebutjar-la. Els termes s'utilitzen sovint de forma intercanviable, però hi ha diferències en el detall i la interpretació a causa de les diferències entre proves mèdiques i proves d'hipòtesis estadístiques.